# Malcolm Fraser

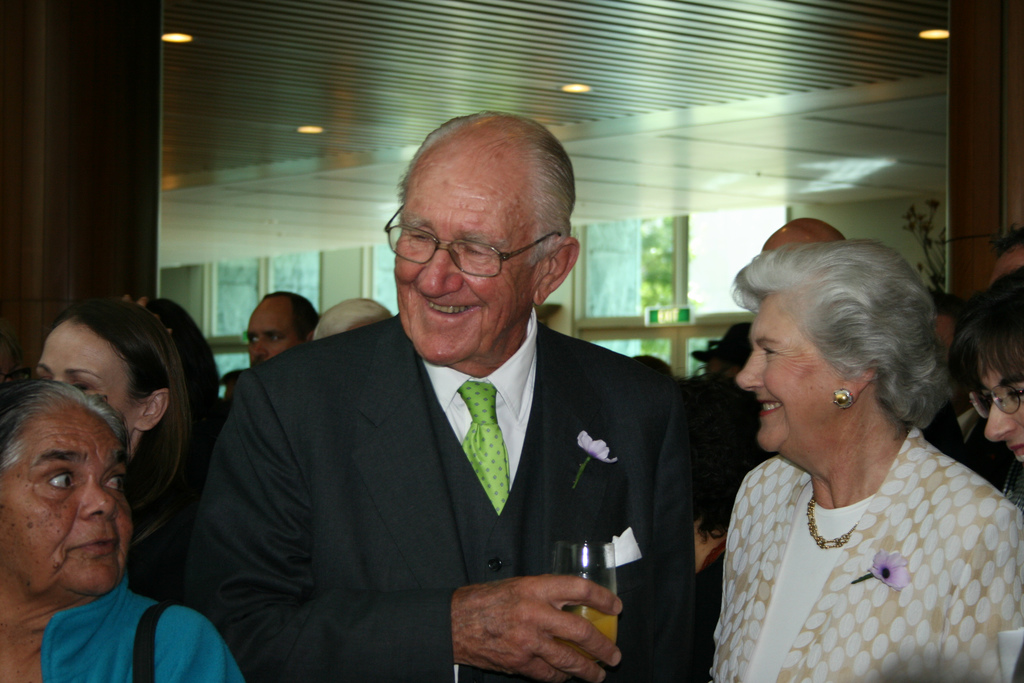
Malcolm Fraser, 2008

John Malcolm Fraser (ur. 21 maja 1930 w Toorak, zm. 20 marca 2015 w Melbourne) – australijski polityk, premier Australii w latach 1975–1983.

## Życiorys

### Początki kariery politycznej
Ukończył studia w zakresie politologii i ekonomii na Oxford University. W 1954 po raz pierwszy startował w wyborach do Izby Reprezentantów z ramienia Liberalnej Partii Australii (LPA), ale przegrał o 17 głosów. Rok później dopiął jednak swego i jako 25-latek stał się, najmłodszym wówczas, członkiem parlamentu. Był posłem z okręgu Wannon od 1955 do 1983.
Początkowo cieszył się wśród kolegów z ugrupowania opinią zdecydowanego prawicowca, co sprawiało, że choć LPA była partią rządzącą, Fraser dość długo pozostawał z dala od salonów władzy. Szansę dał mu dopiero premier Harold Holt, który postawił go na czele resortu armii. Fraserowi przypadło w udziale wyjątkowo niepopularne w społeczeństwie zadanie zorganizowania poboru żołnierzy, którzy zostali następnie wysłani na wojnę wietnamską. Następnie został ministrem edukacji, ale wkrótce później wrócił do ministerstwa obrony. W 1971 popadł w konflikt z premierem Johnem Gortonem. Opuścił jego gabinet, dodatkowo wygłaszając wycelowane w szefa rządu przemówienie, które stało się początkiem wewnątrzpartyjnego przewrotu. W jego wyniku Gorton stracił władzę, a zastąpił go William McMahon. Fraser ponownie został w jego rządzie ministrem edukacji i nauki.

### Lider opozycji i kryzys konstytucyjny
W 1972 LPA straciła władzę na rzecz Australijskiej Partii Pracy (ALP). Po powtórnej porażce w wyborach z 1974, Fraser sięgnął po przywództwo w opozycyjnej wówczas LPA. W drugiej połowie 1975 wywołał bodaj najpoważniejszy w powojennych dziejach Australii kryzys polityczny. Korzystając z przewagi opozycji w Senacie, przez kilka miesięcy blokował uchwalenie ustaw, bez których rząd nie posiadał środków na wiele palących wydatków. Sytuacja ta coraz bardziej utrudniała funkcjonowanie administracji. 11 listopada 1975 gubernator generalny John Kerr, powołując się na swoje reserve powers (uprawnienia zarezerwowane na sytuacje wyjątkowe), odwołał ze skutkiem natychmiastowym premiera Gough Whitlama. Jednocześnie rozpisał przedterminowe wybory, zaś tymczasowym szefem rządu mianował Frasera. Decyzje gubernatora wywołały wielkie kontrowersje i długie dyskusje, czy rzeczywiście miał prawo tak postąpić. Mimo że częścią winy za zaistniałą sytuację obarczano nowego premiera, miesiąc później odniósł on w wyborach zdecydowane zwycięstwo i stanął na czele koalicyjnego gabinetu LPA i Partii Krajowej.

### Premier Australii
W gabinecie Frasera istniały spory odnośnie do polityki gospodarczej. Najbardziej konserwatywne skrzydło na czele z ówczesnym ministrem finansów Johnem Howardem żądało radykalnych reform, inspirując się postulatami Margaret Thatcher. Sam premier był znacznie bardziej umiarkowany. Za jego rządów wzrosły podatki, ale również wydatki na cele socjalne. Częściowo było to wymuszone wysokim bezrobociem i skutkami kryzysu naftowego. W polityce zagranicznej wspierał politykę Wspólnoty Narodów wymierzoną w dyskryminujące czarnych reżimy w Południowej Afryce i Rodezji. Gdy reprezentacja RPA w rugby zmierzała w 1981 na kontrowersyjne tournée po Nowej Zelandii (co było budzącą wielkie kontrowersje próbą przełamania bojkotu sportowców z tego kraju), Australia odmówiła jej prawa do międzylądowania na swoim terytorium. Z drugiej strony pod rządami Frasera Canberra uznała dokonaną przez Indonezję aneksję Timoru Wschodniego. Był także zwolennikiem podtrzymania bardzo bliskich relacji z USA. Poparł bojkot Igrzysk Olimpijskich w Moskwie w 1980, ale pozostawił federacjom poszczególnych dyscyplin wolną rękę odnośnie do udziału w tych zawodach. Ostatecznie pewna liczba australijskich sportowców jednak wystąpiła na moskiewskiej imprezie.
Popularność Frasera zaczęła słabnąć po wyborach z 1980, które wprawdzie koalicja pod jego wodzą wygrała, tracąc jednak przewagę w Senacie. Dodatkowo na niekorzyść rządzących działała pogarszająca się sytuacja gospodarcza. W obozie opozycyjnej ALP wyłaniał się nowy, niezwykle medialny lider w osobie Boba Hawke’a. Fraser początkowo planował wykonać ruch wyprzedzający, rozpisując przedterminowe wybory nim Hawke obejmie jeszcze oficjalnie przywództwo swej partii. Manewr ten ostatecznie się nie powiódł i lewica pod wodzą Hawke’a zdecydowanie wygrała w przeprowadzonych w 1983 wyborach. Fraser wprawdzie uratował swój własny mandat parlamentarny, ale w uznaniu swej odpowiedzialności zaraz po wyborach zrezygnował z niego.

### Późniejsze życie
Były premier wycofał się z czynnego życia politycznego, próbując swych sił w organizacjach międzynarodowych (bez powodzenia kandydował na sekretarza generalnego Wspólnoty Narodów) i pozarządowych. W środowiskach LPA, która spędziła w opozycji kolejne 13 lat, powszechne było obarczanie winą za ten stan rzeczy ekipy Frasera, która miała dopuścić się wielu zaniedbań. Sam Fraser nie pozostał dłużny – kiedy w 1996 John Howard na 11 lat przywrócił partię do władzy, były premier był głośnym krytykiem samego szefa rządu i wielu jego posiedzeń. Zaangażował się też w kampanię na rzecz ustanowienia w Australii republiki. W 2004 przekazał swoje osobiste archiwum i bibliotekę Uniwersytetowi w Melbourne.
John Fraser zmarł 20 marca 2015 po krótkiej chorobie.